# Ricard I Orsini
Ricard Orsini fou comte palatí i senyor de Cefalònia i Zacint, a la mort del seu pare Mateu II Orsini i fou també comte de Gravina (1284-1291), capità general de Corfú (1268-1289) i batlle de Morea (1297-1300).
Entre el 1238 i el 1260 probablement va estar sota la regència de la seva mare Anna Àngela.
Es va casar dues vegades; la primera dona no es coneix, i la segona (1299) fou Margarida de Villehardouin, senyora de Matagrifó i Katochi, filla de Guillem II Villehardouin, príncep d'Acaia.
Fou assassinat el 7 d'abril del 1304 i va deixar set fills, dels quals el gran, Joan I Orsini, ja havia estat associat a la senyoria de Cefalònia i Zacint el 1303. Dels altres fills cinc foren noies i un, noi, Guillem, que va morir després del 1305 sense successió.